# Помста (бронепоїзд)
Бронепотяг «Помста» — панцерний потяг збройних сил УНР.
Трофейний бронепотяг, що належав до дивізії бронепоїздів у лютому 1919 року, під командуванням отамана Бойчука. Бронепоїзд був добре озброєний 3 гарматами і 7 кулеметами, командиром був чотар Осип Твердовський, начальник кулеметів сотник Федір Суярко.
Брав участь у битві за Вапнярку i заподіяв шкоду ворожому бронепоїзду «білогвардійців» «Коршун», який проте зуміли евакуювати. Також захищав разом із бронепотягом «Вірний син» відступ української армії біля села Сербинівка 13 листопада 1919-го, зазнав важких втрат в особистому складі.